# スパイク (バフィーの登場人物)
スパイク（Spike）は、『バフィー 〜恋する十字架〜』とテレビドラマ『エンジェル』に登場する架空の人物。ジェームズ・マースターズがスパイク役を演じた。

## 年齢
『バフィー 〜恋する十字架〜』の第2シーズン第3話の『ダイハードスクール』に登場したときは200歳だった。

## 性格
かなり短気で人間嫌い。しかし弱者にはいたわりの心を持つ。

## 経歴及び特徴
別名：血まみれウィリアム。バンパイアになるまでは貴婦人セシリーに恋心を抱く内気な青年詩人だった。その後、ドゥルーシラに襲われバンパイアとなる。
第2シーズンではバフィーの敵だったが、第6シーズンでバフィーのボーイフレンドになる。
スパイクの名の由来は、金属製の武器を好むため。
イギリス人という設定なので流暢なイギリス英語を話すが、俳優はアメリカ人である。第4シーズン11話では「下手くそ」なアメリカ英語（テキサスなまり）を演じている。
普段着用しているコートは、ニューヨークでバンパイア・スレイヤーのニッキー・ウッドを殺したときの戦利品。
第4シーズンでイニシアティブによって脳内に制御用チップを埋め込まれる。しかし、第7シーズン中盤で脳内のチップを取りはずす。
第4シーズンではコーディリアの親友だったハーモニーと同棲するが、第5シーズンでバフィーへの愛に目覚める。
バフィーの妹ドーンとは仲良し。彼女の母ジョイスとも気が合う。
第6シーズンで悪魔と取引し、魂を得るが、ファーストの策略によりバフィーと距離ができる（第7シーズン「レッスン」）。
シリーズ最終回で、バフィーから愛していることを告げられるが、崩壊する寸前のサニーデールの洞窟内で燃え尽きる。しかし、スピンオフ作品『エンジェル』第5シーズン（「バフィー」第7シーズンの後日譚）でペンダントの中から肉体のない状態で出現、かつての恋人ハーモニーと再会する。その後、彼は肉体を得て、エンジェルとともに悪と戦うことになる。『エンジェル』の最終回では、ポエムバーでセシリーにささげる詩を朗読したあと、エンジェルたちとともに、数万匹の悪魔と対決する。

## 友人

### バンパイア
エンジェル
スパイクの師。のちに友人になる。
ドゥルーシラ
エンジェルの愛人。その後、スパイクの恋人になる。スパイクのサイヤー。コミック『Stranger Things』でスパイクと結婚する。
ダーラ
エンジェルの妻。
ハーモニー・ケンドール
サニーデールに住んでいたころの恋人。

### 悪魔
アンヤ・ジェンキンズ
旧友。
イリリア
古代の悪魔。ロサンゼルスが地獄に移転していたころはパートナーだった。
クレム
スパイクの博打仲間。
ハルフレック
スパイクの初恋の女。
ティース
借金取り。元々敵役だったが、のちのエピソード『After the Fall』、『Spike:After the Fall』ではスパイクのために便宜を図る。

### 人間
バフィー・アン・サマーズ
バンパイア・スレイヤー。
ウィニフレッド・バークル
ロサンゼルスの医師。
ウォーレン・ミアーズ
工科大に通う大学生。バフィーロボの生みの親。
ドーン・サマーズ
バフィーの妹。
ベック
コミックで登場。念力放火の能力を持つ女性。
ジェレミー
スパイクの助手。

### ロボット
バフィーロボ